# فینال جام جهانی فوتبال ۱۹۸۲
فینال جام جهانی فوتبال ۱۹۸۲، رقابت پایانی جام جهانی فوتبال ۱۹۸۲ است که مابین تیم ملی فوتبال ایتالیا و تیم ملی فوتبال آلمان غربی در ورزشگاه سانتیاگو برنابئو، مادرید برگزار شده‌است.
این مسابقه که در تاریخ ۱۱ ژوئیه ۱۹۸۲ انجام شده‌است با نتیجه ۳ بر ۱ به سود تیم ملی فوتبال ایتالیا به پایان رسید.